# هایلسهووپ
هایلسهووپ (به آلمانی: Heilshoop) یک شهر در آلمان است که در Stormarn واقع شده‌است. هایلسهووپ ۵۹۶ نفر جمعیت دارد.